# Київпассервіс
Державне підприємство «Київпассервіс» — підприємство, засноване на державній власності, що входить до сфери управління Міністерства транспорту і зв'язку України і підпорядковане Державній адміністрації автомобільного транспорту України.
ДП «Київпассервіс» створене відповідно до наказу Міністерства транспорту та зв'язку України № 54 від 24.02.2005 р. «Про створення державного підприємства «Київпассервіс» на базі майна автостанційного комплексу Київського обласного автотранспортного управління та є правонаступником частини його майнових прав і обов'язків згідно з розподільним балансом.
Головним структурним підрозділом підприємства є Центральний автовокзал.
Крім нього, до складу підприємства входить 24 автостанції, 5 з яких розміщено в Києві, а 19 інших – у Київській області). 
Метою діяльності підприємства є надання автостанційних послуг населенню і пасажирам, а також автомобільним перевізникам при здійсненні перевезень пасажирів на регулярних автобусних маршрутах загального користування. Крім цього, до функцій підприємства належить координація приміської та міжміської внутрішньо обласної автобусної мережі з автостанцій (автовокзалу) Києва та Київської області.